# Tjeboksary

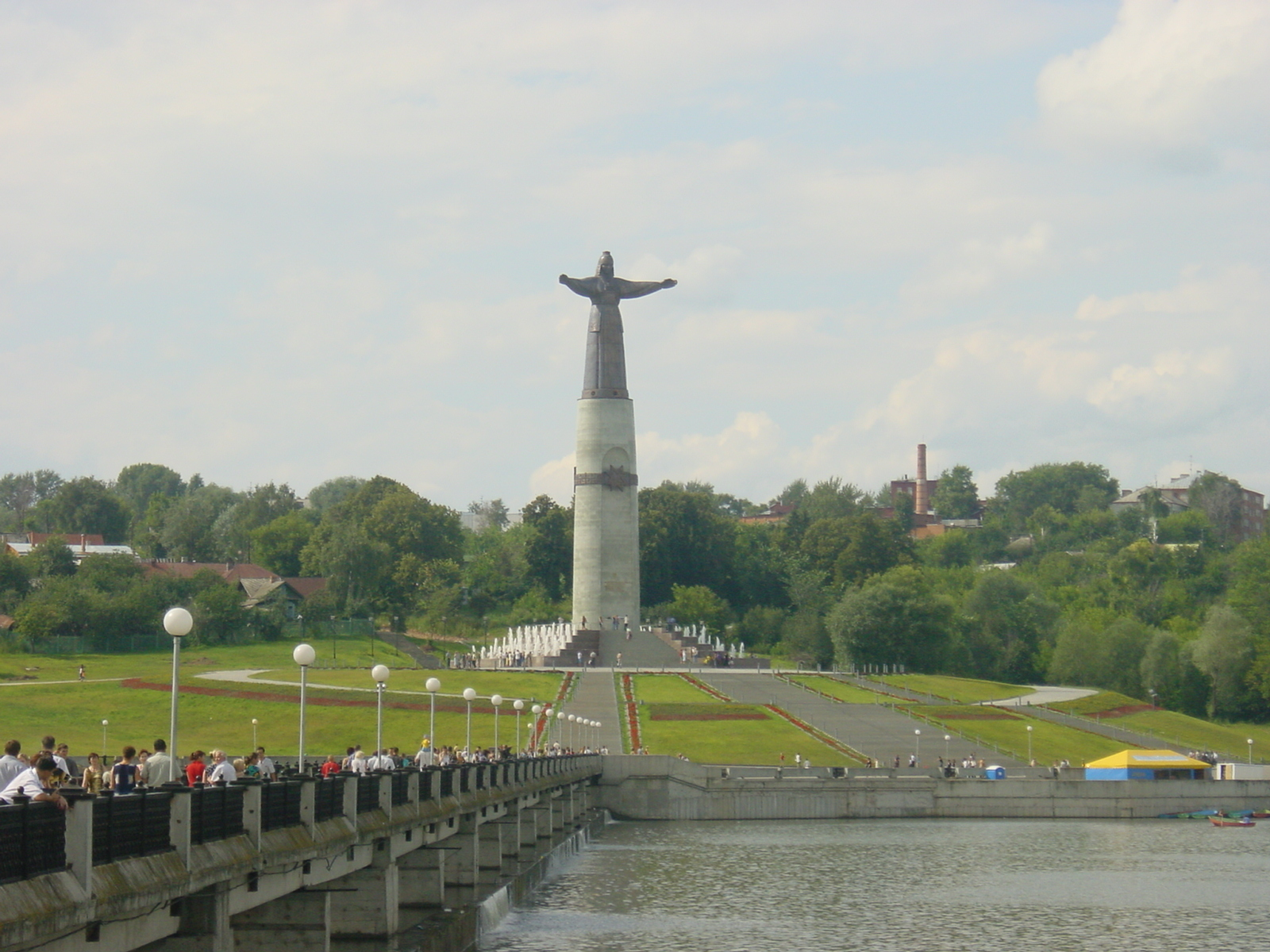
Modersstatyn i Tjeboksary.

Tjeboksary (ryska: Чебоксары; tjuvasjiska: Шупашкар, Sjupasjkar) är en stad i Ryssland och är huvudstad i delrepubliken Tjuvasjien. Folkmängden uppgår till cirka 470 000 invånare. Staden, som är belägen cirka 670 km öster om Moskva, ligger vid floden Volga med satellitstaden Novotjeboksarsk belägen några kilometer österut. 

## Administrativ indelning

### Staden
Tjeboksary är indelat i tre stadsdistrikt:
| Stadsdistrikt | Invånarantal 9 oktober 2002 | Invånarantal 14 oktober 2010 | Invånarantal 1 januari 2015 |
| ------------- | --------------------------- | ---------------------------- | --------------------------- |
| Kalininskij   | 148 666                     | 149 288                      | 151 630                     |
| Leninskij     | 123 547                     | 122 372                      | 126 939                     |
| Moskovskij    | 168 408                     | 182 061                      | 195 326                     |
| TOTALT        | 440 621                     | 453 721                      | 473 895                     |

### Område under stadens administration
Tjeboksary administrerar även områden utanför centralorten:
| Stad/Ort        | Invånarantal 9 oktober 2002 | Invånarantal 14 oktober 2010 | Invånarantal 1 januari 2015 |
| --------------- | --------------------------- | ---------------------------- | --------------------------- |
| Tjeboksary      | 440 621                     | 453 721                      | 473 895                     |
| Landsbygd       | Se nedan                    | Se nedan                     | 10 574                      |
| Novyje Lapsary  | 7 655                       | 6 955                        | Ingen uppgift               |
| Sosnovka        | 3 053                       | Ingen uppgift                | Ingen uppgift               |
| Övrig landsbygd | 892                         | 3 532                        | Ingen uppgift               |
| TOTALT          | 452 221                     | 464 208                      | 484 469                     |

## Vänorter
Tjeboksary har följande vänorter:
- Antalya, Turkiet
- Eger, Ungern
- Hrodna, Vitryssland
- Rundu, Namibia
- Santa Clara, Kuba